# 角間坂
角間坂 (かくまさか)は、石川県金沢市にある高低差約70mの坂。

## 概要
石川県道・富山県道27号金沢井波線のうち、もりの里と角間町間の坂道の通称である。坂の上側に金沢大学角間キャンパス、下側にアパートや商業施設が密集しており、学生の往来が多い。
自転車の交通事故防止の為に自転車走行指導帯の整備や、車道の拡張が行われた。

## 自然
角間川の谷底には水草が多く自生している。山地部は里山で、コナラなどが自生する。
また、ニホンザル、タヌキ、カモシカ、ツキノワグマなどがしばしば出没する。

## 歴史
石川富山県道27号金沢井波線の整備に伴って整備された。

## 施設
- ファミリーマート 金沢大学店
- 奥卯辰県民公園
- 金沢大学角間キャンパス

## 交通
北陸鉄道バスの「角間口」バス停で下車。